# نينا برول
نينا برول (بالألمانية: Nina Proll)‏ (و. 1974 – م) هي ممثلة، ومغنية من النمسا . ولدت في فيينا.

## روابط خارجية
- نينا برول على موقع IMDb (الإنجليزية)
- نينا برول على موقع ألو سيني (الفرنسية)
- نينا برول على موقع ميوزك برينز (الإنجليزية)
- نينا برول على موقع أول موفي (الإنجليزية)
- نينا برول على موقع قاعدة بيانات الأفلام السويدية (السويدية)
- نينا برول على موقع ديسكوغز (الإنجليزية)
- نينا برول على موقع قاعدة بيانات الفيلم (الإنجليزية)
- نينا برول على موقع كينوبويسك (الروسية)